# Теодолітна зйомка

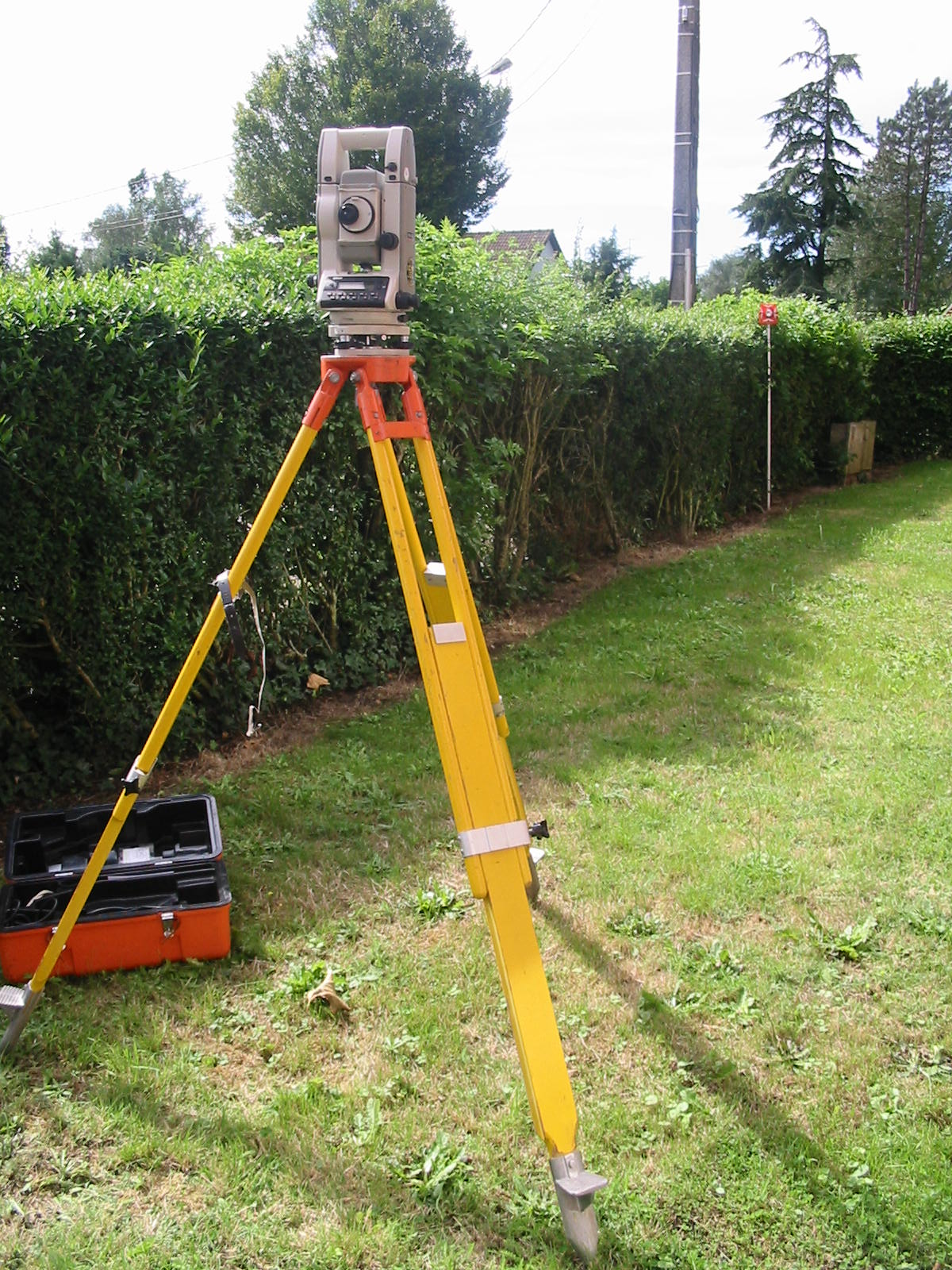
Теодолітна зйомка

Теодолітна зйомка — горизонтальна зйомка контурів, тому на плані зображується тільки ситуація. Теодолітну зйомку виконують у великих масштабах на рівнинній місцевості зі складною ситуацією — в поселеннях, забудованих ділянках, залізничних станціях, аеропортах тощо.

## Опис
Теодолітна зйомка виконується з пунктів теодолітних ходів, що являють собою системи зімкнутих або розімкнутих багатокутників, у яких обмірювані кути технічним теодолітом і сторони мірною стрічкою або далекоміром відповідної точності. У результаті додатка теодолітних ходів на місцевості одержують ряд пунктів, що мають координати.
Теодолітна зйомка є ситуаційною, при якій горизонтальні кути вимірюють теодолітом, а горизонтальні проєкції відстаней різними приладами. Перевищення між точками місцевості при цьому не визначають, тому теодолітна зйомка є окремим випадком тахеометричної  зйомки.
Теодолітні зйомки використовують для підготовки ситуаційних планів місцевості й цифрових ситуаційних моделей місцевості (ЦММ), а також для оновлення (внесення ситуаційних змін) топографічних карт і електронних карт (ЕК).
У практиці досліджень об'єктів будівництва теодолітні зйомки найчастіше застосовують для здобуття ситуаційних планів і ЦММ в масштабах 1:2000, 1:5000 і в окремих випадках 1:10 000. У практиці досліджень лінійних інженерних споруд (автомобільних, лісовозних доріг, зрошувальних систем і т. д.) теодолітну зйомку застосовують при трасуванні шляхом вішання ліній, вимірів кутів повороту траси, розбиття пікетажу і зйомки притрасової смуги.
При дослідженнях площинних об'єктів (мостових переходів, транспортних розв'язок руху в різних рівнях, будівельних майданчиків, аеродромів і т. д.) теодолітні зйомки виконують для здобуття ситуаційних планів для розгляду принципових варіантів інженерних рішень (вибір створу мостового переходу, розгляд можливих варіантів схем транспортних розв'язок руху в різних рівнях, варіантів розміщення споруджень аеродромів, будівель і споруд аеродромної служби, будівельних майданчиків і т. д.).